# ماينكرافت (فلم)
فيلم ماينكرافت (بالإنجليزية: A Minecraft Movie) هو فيلم كوميدي ومغامرات أمريكي عام 2025 من إخراج جاريد هيس وكتابة كريس بومان وهابيل بالمر، استنادًا إلى لعبة الفيديو ماينكرافت لعام 2011 التي طورتها استوديوهات موجانج. الفيلم من بطولة جاك بلاك، جايسون موموا، إيما مايرز، دانيال بروكس، سيباستيان يوجين هانسن، جينيفر كوليدج.
أعلن عن خطط لانتاج فيلم مقتبس من لعبة ماينكرافت في فبراير 2014 عندما كشف المبدع ماركوس بيرسون أن شركة موجانغ كانت في محادثات مع شركة وارنر برذرز بيكتشرز لتطوير المشروع، مع إنتاج روي لي وجيل ميسيك. أثناء التطوير، تم تعيين المخرجين شون ليفي، روب ماكيلهيني، وبيتر سوليت، في البداية لإخراج الفيلم، بينما تم تعيين الكتاب كيران وميشيل مولروني، جاسون فوكس، آرون، آدم ني، وأليسون شرودر. في أبريل 2022، شاركت شركة ليجنداري إنترتينمنت، حيث تم تعيين هيس كمخرج جديد وإجراء محادثات مع موموا لتولي دور البطولة. تمت عملية اختيار الممثلين الإضافية في الفترة من مايو 2023 إلى يناير 2024. بدأ التصوير الرئيسي في وقت لاحق من ذلك الشهر في نيوزيلندا وانتهى في منتصف أبريل 2024. تم إصدار مقطع دعائي رسمي، يكشف عن شكل الفيلم وعنوانه، في 4 سبتمبر 2024. وأصدر المقطع الدعائي الرسمي للفيلم من قبل وارنر برذرز بيكتشرز في 19 نوفمبر 2024.
أصدر فيلم ماينكرافت في دور العرض السينمائية في الولايات المتحدة في 4 أبريل 2025.

## القصة
يقتحم ستيف، بائع مقابض الأبواب المتعثر، منجمًا لتحقيق حلم طفولته عندما يكتشف كرة الهيمنة وبلورة الأرض. عند اجتماعهما، يُنشئان بوابة تنقله إلى العالم العلوي، وهو بُعد بديل حيث تتكون تضاريسه من مكعبات سهلة التحريك. يبني جنته الخاصة، ثم يعثر مصادفةً على بوابة تقود إلى عالم جهنمي يُدعى "الجحيم". يسجنه مالغوشا، الخنزير الصغير المهووس بالذهب، حاكم "الجحيم" الذي يكره الإبداع. ولأن الكرة ستسمح لقواتها بالسيطرة على العالم العلوي، يُخبئ ستيف كلبه دينيس الكرة والبلورة تحت سريره في العالم الحقيقي.
بعد فترة، يمتلك بطل ألعاب الفيديو في الثمانينيات غاريت "رجل القمامة" غاريسون متجرًا لألعاب الفيديو متعثرًا في تشوغلاس، أيداهو. يتوجه إلى مزاد علني لشراء بعض الأغراض لبيعها نقدًا، ليفوز في النهاية بمحتويات منزل ستيف القديم. أثناء بحثه بين الأغراض، آملاً تحديداً العثور على جهاز أتاري كوزموس قيّم، عثر على كرة الهيمنة وبلورة الأرض.
ينتقل الشقيقان هنري وناتالي إلى تشوغلاس بعد وفاة والدتهما. يلتقيان بدون، وكيلة العقارات التي ترغب في افتتاح حديقة حيوانات أليفة. في أول يوم دراسي لهنري، يقع في مشكلة عندما تعطّلت حقيبة ظهره النفاثة المؤقتة ودمرت تمثالاً لتميمة. لتجنب المتاعب، يتظاهر بأن غاريت عمه، الذي يصطحبه إلى متجر ألعاب الفيديو لمناقشة خياراته. هناك، يجمع هنري الكرة والبلورة، مما يقودهما إلى المنجم. تشعر ناتالي بالقلق وتتصل بدون، التي تصل إلى موقع هنري باستخدام هاتف ناتالي. يدخل الأربعة جميعهم البوابة في النهاية ويصلون إلى العالم العلوي. تُنبّه مالغوشا بعودة الكرة، فتُطلق سراح ستيف من سجنه في العالم السفلي لاستعادتها، مُخادعةً إياه بأنها تحتجز كلبه رهينة.
أثناء قتاله للوحوش ليلًا، تعلم هنري كيفية البناء وصنع حصنًا خشبيًا. دُمّرت بلورة الأرض وسط هذه الفوضى. ظهر ستيف عند الفجر وهزم الوحوش. قال إنه سيحتاج إلى بلورة بديلة من قصر الغابة. وللاستعداد، قادهم إلى قرية قريبة وأظهر لهم كيفية الصياغة. ومع ذلك، شنّ الخنازير غارة على القرية. نجا ستيف وغاريت وهنري بأعجوبة، لكن ناتالي وداون انفصلتا واكتشفتا دينيس. ردّت مالغوشا بإرسال الخنزير العظيم.
عندما ذكر ستيف أن لديه مخزونًا كبيرًا من الماس، أبدى غاريت اهتمامه وطلب الوصول إليه كشرط إضافي لتسليم الكرة. عثروا على الكنز، لكن هنري غضب من التغيير وقلق على سلامة ناتالي. عندما وصل الخنزير العظيم، هربوا باستخدام عربات المناجم وفجّره الزواحف. عند وصولهما إلى القصر، حاول ستيف وغاريت تشتيت انتباه اللصوص الساكنين، بينما استولى هنري على بلورة الأرض ولؤلؤة إندر، اللتين تُسهّلان الانتقال الآني. عادت مالغوشا وفجّرت الجسر المؤدي إلى القصر. فقد ستيف وهنري الكرة، لكنهما هربا بينما بدا أن غاريت يُضحّي بنفسه في الانفجار. استيقظ الاثنان مع داون وناتالي ودينيس في منزل الفطر الذي بنوه.
استخدمت مالغوشا الكرة لتفعيل بوابة العالم السفلي، فحجبت الشمس وأعلنت الحرب على العالم العلوي. صنع الفريق ترسانة من الأسلحة وجيشًا من العفاريت الحديدية لمواجهة القوة الغازية. ألقى هنري لؤلؤة إندر للانتقال الآني إلى البلورة. الاستيلاء عليها أعاد ضوء الشمس، مما تسبب في تحول الخنازير إلى زومبي وموتهم. بعد هزيمتها، حاولت مالغوشا مهاجمة ستيف دون جدوى قبل أن يتركها لتموت هي الأخرى. أنقذ غاريت هنري، الذي نجا سابقًا بركوب شبح طائر. يعود الفريق إلى تشوغلاس، حيث يُبدعون لعبة الفيديو الناجحة "بلوك سيتي باتل باديز". تفتتح داون حديقة حيواناتها مع دينيس كعامل جذب، وتبدأ ناتالي بتدريس دروس الدفاع عن النفس، ويكمل هنري حقيبة ظهره النفاثة، ويدير ستيف وغاريت متجر الألعاب.

## الممثلون
- جاك بلاك في دور ستيف.[2]
- جايسون موموا في دور جاريت "رجل القمامة" جاريسون.[3]
- إيما مايرز في دور ناتالي.[4]
- دانيال بروكس في دور داون.[5]
- سيباستيان يوجين هانسن في دور هنري.[5][6]

بالإضافة إلى ذلك، أختير جينيفر كوليدج (التي عملت سابقًا مع هيس في فيلم Gentlemen Broncos)، ومات بيري، وكيت ماكينون، وجيماين كليمنت (التي عملت سابقًا مع هيس فيفيلم Gentlemen Broncos،ودون فيرديان،وثيلما ذا يونيكورن) في أدوار غير معلنة. من المقرر أن تظهر اليوتيوبر Valkyrae في الفيلم.

## إصدار
أطلق فيلم ماينكرافت في دور العرض السينمائية في آيماكس بالولايات المتحدة بواسطة وارنر برذرز بيكتشرز في 4 أبريل 2025. في البداية كان من المقرر إصداره في 24 مايو 2019، ولكن في 26 أبريل 2019، أرجأت شركة وارنر براذرز إصدار الفيلم إلى 4 مارس 2022. في 6 أكتوبر 2020، قامت شركة وارنر براذرز بإزالة الفيلم من جدول الإصدار بسبب جائحة كوفيد-19 ولتجنب المنافسة المباشرة مع فيلم باتمان (2022). في 5 أبريل 2023، بعد مرور أكثر من عامين دون تحديد تاريخ للفيلم، تم تحديد تاريخ إصداره الحالي. وتم إصدار أول أيام العيد الفطر المبارك في الوطن العربي.

## ملحوظات
1. ↑  منسوب إلى مصادر متعددة:[11][12][13][14]

## روابط خارجية
- مقالات تستعمل روابط فنية بلا صلة مع ويكي بيانات